# 石井陽一
石井 陽一（いしい　よういち、1930年7月28日 - ）は、日本の国際政治学者、神奈川大学名誉教授。専門はラテンアメリカ地域研究。NPO法人トランスペアレンシー・ジャパン事務局長。

## 来歴
東京生まれ。1953年慶應義塾大学法学部政治学科卒、1955年同経済学部卒業。海外移住事業団（のち国際協力事業団＝JICA）に17年勤務。スペイン留学、サンパウロ、リオデジャネイロ、サンフランシスコ勤務を経て、1973年神奈川大学外国語学部教授、2001年定年退任、名誉教授。

## 家族
- 父の石井茂樹（1901年生）は大蔵省大阪財務局長、価格調整公団理事長を経て、太陽火災海上保険、殖産住宅相互役員などを務めた。
- 母の米子（1907年生）は小野英二郎の三女。
- 弟に石井茂雄 (画家)。
- いとこに小野有五、オノ・ヨーコと小野節子姉妹、加瀬英明などがいる。

## 著書
- 『汎アメリカにおける南北問題の話』外国為替貿易研究会 外為新書 1971
- 『麻薬戦争 南北アメリカの病理』創樹社 1996
- 『世界の汚職日本の汚職』平凡社新書 2003
- 『民営化で誰が得をするのか 国際比較で考える』平凡社新書 2007
- 『「帝国アメリカ」に近すぎた国々ラテンアメリカと日本』扶桑社新書 2009

共著
- 『スペイン その国土と市場』改訂版 戸門一衛共著 科学新聞社出版局 海外市場調査シリーズ 1984

翻訳
- マリオ・エルナンデス・サンチェス=バルバ『イスパノ・アメリカ 20世紀の歴史的緊張』西俣昭雄共訳 鹿島研究所出版会 1965